# Elezioni del Congresso dei deputati del popolo della RSFS Russa
Le elezioni del Congresso dei deputati del popolo della RSFS Russa si tennero il 4 marzo 1990 (primo turno) e il 14, 17 e 18 marzo (secondo turno).

## Contesto
Dopo la creazione del Congresso dei deputati del popolo della RSFS Russa, istituito nell'ottobre 1989 con le modifiche apportate alla Costituzione russa dal Soviet Supremo della RSFSR, furono indette le elezioni per il successivo 4 marzo. Il Congresso, con mandato quinquennale, era composto di 1068 seggi totali, 900 dei quali facenti riferimento a circoscrizioni territoriali e 168 a circoscrizioni nazionali-territoriali (quattro per ognuna delle sedici Repubbliche autonome, due per ognuna delle cinque Oblast' autonome, uno per ognuno dei dieci Circondari autonomi e 84 dai Territori, le Oblast' e le città di Mosca e Leningrado).

## Esito
I due turni delle elezioni si conclusero con l'assegnazione di 1026 seggi rispetto ai 1068 previsti., che arrivarono a 1059 a seguito di ulteriori turni suppletivi tenutisi prima dell'apertura del I Congresso dei deputati del popolo (16 maggio 1990). Si registrò l'elezione di molti giornalisti e militari, mentre il 12,6% dei deputati operavano in ambito scientifico e solo il 5% erano operai. I funzionari di partito o degli organismi statali erano 110, pari al 20%, i membri del Partito Comunista dell'Unione Sovietica l'86%. Le donne erano solo 55, il che costituì un dato straordinariamento non in linea con la composizione storica degli organi elettivi sovietici.
All'indomani delle elezioni si formarono 24 gruppi parlamentari, dei quali il più numeroso era quello comunista, con 355 membri. Di fatto si delinearono due poli, uno intorno al gruppo comunista, che poteva contare in totale su 417 deputati, e uno legato alla frazione Russia democratica, che riuniva 465 deputati. Vi erano inoltre circa 200 deputati non legati a nessuno dei due poli, che costituivano la cosiddetta "palude". Tra gli eletti vi furono il futuro presidente Boris El'cin, che prevalse nel proprio seggio con oltre l'85% delle preferenze, i leader di forze politiche nascenti, come Nikolaj Travkin, Oleg Rum'jancev, Viktor Aksjučic, dei dissidenti quali Sergej Kovalëv e Gleb Jakunin e altri personaggi allora poco noti, ma che sarebbero diventati protagonisti della politica russa, come Sergej Baburin, Pavel Borodin, Vladimir Lukin, Boris Nemcov, Aleksandr Ruckoj.

## Risultati
| Partiti e coalizioni                    | Seggi | % seggi |
| --------------------------------------- | ----- | ------- |
| Partito Comunista dell'Unione Sovietica | 886   | 86,4    |
| Indipendenti                            | 140   | 13,6    |
| Totale                                  | 1.026 |         |